# Superbike-Weltmeisterschaft 1994
Die Superbike-WM-Saison 1994 war die siebente in der Geschichte der FIM-Superbike-Weltmeisterschaft. Bei elf Veranstaltungen wurden 22 Rennen ausgetragen.

## Punkteverteilung
| Punktewertung | Punktewertung | Punktewertung | Punktewertung | Punktewertung | Punktewertung | Punktewertung | Punktewertung | Punktewertung | Punktewertung | Punktewertung | Punktewertung | Punktewertung | Punktewertung | Punktewertung | Punktewertung |
| ------------- | ------------- | ------------- | ------------- | ------------- | ------------- | ------------- | ------------- | ------------- | ------------- | ------------- | ------------- | ------------- | ------------- | ------------- | ------------- |
| Platz         | 1             | 2             | 3             | 4             | 5             | 6             | 7             | 8             | 9             | 10            | 11            | 12            | 13            | 14            | 15            |
| Punkte        | 20            | 17            | 15            | 13            | 11            | 10            | 9             | 8             | 7             | 6             | 5             | 4             | 3             | 2             | 1             |

In die Wertung kamen alle erzielten Resultate.

## Wissenswertes
- Der Brite Carl Fogarty konnte den ersten seiner insgesamt vier Superbike-WM-Titel feiern.
- Beim zweiten Lauf der ersten Veranstaltung in Donington wurden Aaron Slight (2.) und Andreas Meklau (9.) wegen Benutzung illegalen Kraftstoffes disqualifiziert.
- Giancarlo Falappa stürzte am 11. Juni 1994, bei Testfahrten in Albacete, schwer und lag 38 Tage im Koma. Nach seiner Genesung kehrte er nicht in die Superbike-WM zurück.

## Rennergebnisse
|    | Datum  | Rennen         | Strecke        | Pole-Position  | Lauf | Platz 1           | Platz 2           | Platz 3           | Schn. Rennrunde      |
| -- | ------ | -------------- | -------------- | -------------- | ---- | ----------------- | ----------------- | ----------------- | -------------------- |
| 1  | 02.05. | Großbritannien | Donington      | Scott Russell  | 1    | Carl Fogarty      | Aaron Slight      | Fabrizio Pirovano | Troy Corser          |
| 1  | 02.05. | Großbritannien | Donington      | Scott Russell  | 2    | Scott Russell     | Carl Fogarty      | Troy Corser       | Scott Russell        |
| 2  | 08.05. | Deutschland    | Hockenheim     | Scott Russell  | 1    | Scott Russell     | Aaron Slight      | Terry Rymer       | Fabrizio Pirovano    |
| 2  | 08.05. | Deutschland    | Hockenheim     | Scott Russell  | 2    | Scott Russell     | Fabrizio Pirovano | Doug Polen        | Scott Russell        |
| 3  | 29.05. | San Marino     | Misano         | Scott Russell  | 1    | Scott Russell     | Giancarlo Falappa | Aaron Slight      | Piergiorgio Bontempi |
| 3  | 29.05. | San Marino     | Misano         | Scott Russell  | 2    | Giancarlo Falappa | Scott Russell     | Mauro Lucchiari   | Giancarlo Falappa    |
| 4  | 19.06. | Spanien        | Albacete       | Carl Fogarty   | 1    | Carl Fogarty      | Aaron Slight      | Jamie Whitham     | Carl Fogarty         |
| 4  | 19.06. | Spanien        | Albacete       | Carl Fogarty   | 2    | Carl Fogarty      | Aaron Slight      | Jamie Whitham     | Carl Fogarty         |
| 5  | 17.07. | Österreich     | Österreichring | Carl Fogarty   | 1    | Carl Fogarty      | Andreas Meklau    | Doug Polen        | Andreas Meklau       |
| 5  | 17.07. | Österreich     | Österreichring | Carl Fogarty   | 2    | Carl Fogarty      | Andreas Meklau    | Doug Polen        | Carl Fogarty         |
| 6  | 21.08. | Indonesien     | Sentul         | Carl Fogarty   | 1    | Jamie Whitham     | Aaron Slight      | Scott Russell     | Carl Fogarty         |
| 6  | 21.08. | Indonesien     | Sentul         | Carl Fogarty   | 2    | Carl Fogarty      | Aaron Slight      | Scott Russell     | Carl Fogarty         |
| 7  | 28.08. | Japan          | Sugo           | Yasutomo Nagai | 1    | Scott Russell     | Fabrizio Pirovano | Yasutomo Nagai    | Fabrizio Pirovano    |
| 7  | 28.08. | Japan          | Sugo           | Yasutomo Nagai | 2    | Scott Russell     | Carl Fogarty      | Keiichi Kitagawa  | Carl Fogarty         |
| 8  | 11.09. | Niederlande    | Assen          | Carl Fogarty   | 1    | Carl Fogarty      | Paolo Casoli      | Aaron Slight      | Carl Fogarty         |
| 8  | 11.09. | Niederlande    | Assen          | Carl Fogarty   | 2    | Carl Fogarty      | Aaron Slight      | Mauro Lucchiari   | Carl Fogarty         |
| 9  | 25.09. | Italien        | Mugello        | Carl Fogarty   | 1    | Scott Russell     | Carl Fogarty      | Troy Corser       | Scott Russell        |
| 9  | 25.09. | Italien        | Mugello        | Carl Fogarty   | 2    | Carl Fogarty      | Aaron Slight      | Mauro Lucchiari   | Scott Russell        |
| 10 | 02.10. | Europa         | Donington      | Carl Fogarty   | 1    | Scott Russell     | Troy Corser       | Paolo Casoli      | Troy Corser          |
| 10 | 02.10. | Europa         | Donington      | Carl Fogarty   | 2    | Scott Russell     | Troy Corser       | Mauro Lucchiari   | Scott Russell        |
| 11 | 30.10. | Australien     | Phillip Island | Anthony Gobert | 1    | Carl Fogarty      | Scott Russell     | Anthony Gobert    | Carl Fogarty         |
| 11 | 30.10. | Australien     | Phillip Island | Anthony Gobert | 2    | Anthony Gobert    | Carl Fogarty      | Troy Corser       | Carl Fogarty         |

## Fahrerwertung
| 1  | Carl Fogarty         | Ducati           | Ducati Corse Virginio Ferrari                            | 305 |
| 2  | Scott Russell        | Kawasaki         | Team Kawasaki - Muzzy                                    | 280 |
| 3  | Aaron Slight         | Honda            | Castrol Honda                                            | 277 |
| 4  | Doug Polen           | Honda            | Castrol Honda                                            | 158 |
| 5  | Simon Crafar         | Honda            | Team Rumi                                                | 153 |
| 6  | Andreas Meklau       | Ducati           | Promotor Rennsport Management                            | 148 |
| 7  | Jamie Whitham        | Ducati           | Moto Cinelli                                             | 129 |
| 8  | Piergiorgio Bontempi | Kawasaki         | Team Kawasaki Italy-Bertocchi                            | 117 |
| 9  | Fabrizio Pirovano    | Ducati           | Team Ducati Tardozzi                                     | 111 |
| 10 | Terry Rymer          | Kawasaki         | Team Kawasaki - Muzzy                                    | 106 |
| 11 | Troy Corser          | Ducati           | Team Fast by Ferracci                                    | 90  |
| 12 | Mauro Lucchiari      | Yamaha / Ducati  | Team Yamaha SDA Belgarda / Ducati Corse Virginio Ferrari | 79  |
| 13 | Paolo Casoli         | Yamaha           | Team Yamaha SDA Belgarda                                 | 76  |
| 14 | Stéphane Mertens     | Ducati           | Red Devils Racing Team                                   | 75  |
| 15 | Giancarlo Falappa    | Ducati           | Ducati Corse Virginio Ferrari                            | 74  |
| 16 | Brian Morrison       | Honda            | Team Rumi                                                | 56  |
| 17 | Anthony Gobert       | Honda / Kawasaki | Winfield Honda / Team Kawasaki / Muzzy                   | 53  |
| 18 | Valerio Destefanis   | Ducati           | De Cecco Racing Team                                     | 45  |
| 19 | Adrien Morillas      | Kawasaki         | Kawasaki France                                          | 44  |
| 20 | Jochen Schmid        | Kawasaki         | Kawasaki Team Deutschland                                | 40  |
| 21 | Massimo Meregalli    | Yamaha           | Team Yamaha SDA Belgarda                                 | 30  |
| 22 | Serafino Foti        | Ducati           | Taurus Racing Team                                       | 29  |
|    | Jean-Yves Mounier    | Ducati           | Sport Pulsion                                            | 29  |
| 24 | Keiichi Kitagawa     | Kawasaki         | Kawasaki Racing Team                                     | 26  |
|    | Yasutomo Nagai       | Yamaha           | Yamaha Japan                                             | 26  |
| 26 | Mauro Moroni         | Kawasaki         | Team Kawasaki Italy-Bertocchi                            | 25  |
| 27 | Wataru Yoshikawa     | Yamaha           | Yamaha Japan                                             | 24  |
| 28 | Alan Carter          | Ducati           | Top Gun Racing                                           | 23  |
| 29 | Kirk McCarthy        | Honda            | Winfield Honda                                           | 21  |
| 30 | Christer Lindholm    | Yamaha           | Yamaha Aral Racing                                       | 20  |

| 31 | Takuma Aoki        | Honda    | 17 |
|    | Shawn Giles        | Ducati   | 17 |
| 33 | Rob Phillis        | Kawasaki | 16 |
|    | Edwin Weibel       | Ducati   | 16 |
| 35 | Alex Vieira        | Honda    | 14 |
| 36 | Carlos Cardús      | Ducati   | 11 |
| 37 | Gianmaria Liverani | Honda    | 9  |
|    | Mat Mladin         | Kawasaki | 9  |
|    | Michael Rutter     | Ducati   | 9  |
| 40 | Udo Mark           | Ducati   | 8  |
|    | Jeffrey de Vries   | Yamaha   | 8  |
| 42 | Peter Goddard      | Suzuki   | 7  |
|    | Roberto Panichi    | Ducati   | 7  |
|    | Michaël Paquay     | Honda    | 7  |
| 45 | Roger Kellenberger | Yamaha   | 6  |
|    | Andrea Perselli    | Ducati   | 6  |
| 47 | Norihiko Fujiwara  | Yamaha   | 5  |
|    | Neil Hopkins       | Yamaha   | 5  |
|    | Akira Yanagawa     | Suzuki   | 5  |
| 50 | Noriyuki Haga      | Ducati   | 4  |
| 51 | Denis Bonoris      | Kawasaki | 3  |
|    | José Kuhn          | Honda    | 3  |
|    | Roy Leslie         | Ducati   | 3  |
| 54 | Camillo Mariottini | Ducati   | 3  |
|    | Shōichi Tsukamoto  | Kawasaki | 3  |
| 56 | Stefano Caracchi   | Ducati   | 2  |
|    | Martin Craggill    | Kawasaki | 2  |
|    | Matt Llewellyn     | Ducati   | 2  |
|    | Steve Martin       | Suzuki   | 2  |
|    | Jim Moodie         | Yamaha   | 2  |

|    | Gérald Muteau       | Ducati | 2 |
| 62 | Árpád Harmati       | Yamaha | 1 |
|    | Ken’ichirō Iwahashi | Honda  | 1 |
|    | Shin’ya Takeishi    | Honda  | 1 |

## Konstrukteurswertung
| 1 | Ducati   | 403 |
| 2 | Kawasaki | 348 |
| 3 | Honda    | 313 |
| 4 | Yamaha   | 145 |
| 5 | Suzuki   | 12  |